# Ötvöskónyi
Ötvöskónyi är en ort i Ungern.   Den ligger i provinsen Somogy, i den västra delen av landet, 190 km sydväst om huvudstaden Budapest. Ötvöskónyi ligger 139 meter över havet och antalet invånare är 901.
Terrängen runt Ötvöskónyi är platt. Runt Ötvöskónyi är det ganska glesbefolkat, med 29 invånare per kvadratkilometer. Närmaste större samhälle är Nagyatád, 6,4 km söder om Ötvöskónyi. Trakten runt Ötvöskónyi består till största delen av jordbruksmark.